# Тема из «Близких контактов третьей степени»
«Тема из «Близких контактов третьей степени»» (англ. Theme from "Close Encounters of the Third Kind") — инструментальный хит-сингл 1978 года композитора Джона Уильямса. Это главная тема саундтрека к одноимённому фильму. Песня стала хитом в США (№13) и Канаде (№12) зимой того же года.
За несколько месяцев до выпуска песни Уильямс выпустил конкурирующую версию музыкальной темы «Звёздных войн», «Звёздные войны (главная тема)», которая заняла 10-е место в чартах Billboard США, а «Star Wars Theme/Cantina Band» была хитом номер один для Meco. Оба исполнителя одновременно снова выпустили конкурирующие версии музыки к фильму «Близкие контакты».  На этот раз первоначальная версия Уильямса вышла вперёд, достигнув 13-го места, а версия Meco — 25-го.
В 1979 году «Тема из «Близких контактов третьей степени»» получила премию «Грэмми» за лучшую инструментальную композицию. 

## Чарты
| Чарт (1977—1978)                | Высшая позиция |
| ------------------------------- | -------------- |
| Australia (Kent Music Report)   | 47             |
| Canadian RPM Top Singles        | 12             |
| Canadian RPM Adult Contemporary | 19             |
| Italy (FIMI)                    | 21             |
| US Billboard Hot 100            | 13             |
| US Billboard Adult Contemporary | 13             |
| US Cash Box Top 100             | 13             |

| Чарт (1978)                     | Рейтинг |
| ------------------------------- | ------- |
| Canada RPM Top Singles          | 97      |
| US (Joel Whitburn's Pop Annual) | 97      |

## Версия Джина Пейджа
В 1977 году Джин Пейдж записал диско-версию «Близких контактов третьей степени». Его версия достигла 30-го места в R&B чарте в 1978 году.